# Битва при Халене
Битва при Халене — одно из первых сражений на Западном фронте Первой мировой войны. Произошло 12 августа 1914 года. В ходе битвы бельгийским войскам удалось отразить все атаки германской кавалерии. Значение битвы при Халене состояло в первую очередь в том, что она наглядно показала невозможность прорвать современную линию обороны путём атаки в конном строю.
Известна также под поэтическим названием "Битва серебряных шлемов" (нидерл. Slag der Zilveren Helmen, фр. Bataille des casques d'argent) благодаря участию в ней масс кавалерии, конники которой носили шлемы из полированной стали.